# 圆幂定理
圓冪定理（英語：circle power theorem），是平面幾何中的一個定理。這定理指出，給定一個圓 Γ 以及一點 P，從該點引出兩條割線，分別與 Γ 相交於 A、B 以及 C、D，則有
{\displaystyle {\overline {PA}}\cdot {\overline {PB}}={\overline {PC}}\cdot {\overline {PD}}}
這個乘積，是 P 對於  Γ  的圓冪（英語：circle power），故定理以此為名。

## 圓冪定義
平面上任意一點 P ，以及半徑為 r 、圓心為 O 的圓，則定義圓冪 h 為：
{\displaystyle h=OP^{2}-r^{2}}。

在圖中，O 是圓心，OA = OT 是半徑 r（藍色），OP 是點到圓心的距離 s（橙色），PT 是切線（紅色），PMN 是割線（黑色）。

從這個定義可知，若 P 在圓內，則圓冪為負數；若 P 在圓外，則圓冪為正數；若 P 在圓周上，則有圓冪等於零。
圓冪又可等價地定義為：從該點穿過圓心的割線，與圓所作的兩個交點，與該點距離的乘積。也就是說：
{\displaystyle h={\overline {PA}}\cdot {\overline {PB}}} 。
理由如下：
{\displaystyle {\overline {PA}}\cdot {\overline {PB}}=(s-r)(s+r)=s^{2}-r^{2}=h}。

## 變體
圓冪定理有三個變體，分別是「相交弦定理」、「割線定理」及「切割線定理」。

### 相交弦定理

在圖中，圓心為 O，圓上有兩弦 AB 及 CD，相交於 E

設有一圓，圓上有兩條弦 AB 及 CD，它們相交於 E，則有
{\displaystyle {\overline {EA}}\cdot {\overline {EB}}={\overline {EC}}\cdot {\overline {ED}}}
這個乘積，是 E 的圓冪的相反數 −h。這是因為圓冪為非正數，而線段的乘積為正數。

### 割線定理
設有一圓，圓外有一點 P，引出兩條割線，分別與圓相交於 A、B 以及 M、N，則有
{\displaystyle {\overline {PA}}\cdot {\overline {PB}}={\overline {PM}}\cdot {\overline {PN}}}
這個乘積，是 P 的圓冪 h。

### 切割線定理
設有一圓，圓外有一點 P，引出一條割線，與圓相交於 A、B ，又引出一條切線，與圓相切於 T，則有
{\displaystyle {\overline {PA}}\cdot {\overline {PB}}={\overline {PT}}^{2}}
這個乘積，同樣是 P 的圓冪 h。

## 證明

### 相交弦定理
從同弓形內圓周角的性質可知，ΔAED 與 ΔCEB 是相似三角形，因此
{\displaystyle {\frac {EA}{EC}}={\frac {ED}{EB}}}
整理可得
{\displaystyle EA\cdot EB=EC\cdot ED}
證畢。

### 割線定理
從同弓形內圓周角的性質可知，ΔPAM 與 ΔPNB 是相似三角形，因此
{\displaystyle {\frac {PA}{PM}}={\frac {PN}{PB}}}
整理可得
{\displaystyle PA\cdot PB=PM\cdot PN}
證明完畢。

### 切割線定理
從內錯弓形圓周角的性質可知，ΔPAT 與 ΔPTB 是相似三角形，因此
{\displaystyle {\frac {PA}{PT}}={\frac {PT}{PB}}}
整理可得
{\displaystyle PA\cdot PB={PT}^{2}}
證明完畢。